# Eliurus
Az Eliurus az emlősök (Mammalia) osztályának a rágcsálók (Rodentia) rendjébe, ezen belül a madagaszkáriegér-félék (Nesomyidae) családjába tartozó nem.

## Rendszerezés
A nembe az alábbi 12 faj tartozik:
- Eliurus antsingy Carleton, Goodman, & Rakotondravony, 2001
- Eliurus carletoni Goodman , Raheriarisena & Jansa, 2009[1][2][3]
- Eliurus ellermani Carleton, 1994 - lehet, hogy az Eliurus tanala alfaja
- Eliurus danieli
- Eliurus grandidieri Carleton & Goodman, 1998
- Eliurus majori Thomas, 1895
- kis malgaspatkány (Eliurus minor) Major, 1896
- pelefarkú malgaspatkány (Eliurus myoxinus) Milne-Edwards, 1885 - típusfaj
- Eliurus penicillatus Thomas, 1908
- Eliurus petteri Carleton, 1994
- Eliurus tanala Major, 1896
- Eliurus webbi Ellerman, 1949